# Олстер (Јужна Дакота)
Олстер (енгл. Alcester) град је у америчкој савезној држави Јужна Дакота.

## Демографија
По попису из 2010. године број становника је 807, што је 73 (-8,3%) становника мање него 2000. године.
| Група             | 2000.       | 2010.       |
| Белци             | 866 (98,4%) | 780 (96,7%) |
| Афроамериканци    | 0 (0,0%)    | 1 (0,1%)    |
| Азијати           | 8 (0,9%)    | 6 (0,7%)    |
| Хиспаноамериканци | 0 (0,0%)    | 12 (1,5%)   |
| Укупно            | 880         | 807         |